# Caarapó
Caarapó é um município brasileiro da região Centro-Oeste do Brasil, situado no estado de Mato Grosso do Sul. Localizado na Mesorregião do Sudoeste de Mato Grosso do Sul e na Microrregião de Dourados.

## História

### Topônimo
"Caarapó" é um termo oriundo da língua guarani e significa "raiz de erva mate", através da junção dos termos ka'a ("erva mate") e rapó ("raiz").

### Formação administrativa
- 1927 - criado o povoado de Caarapó
- 16 de novembro de 1948 - criado o distrito com denominação de Caarapó (ex-povoado), por Lei Estadual nº 188, no município de Dourados. No quadro fixado para vigorar no período 1949 - 1953, o distrito figura no município de Dourados.
- 20 de dezembro de 1958 - elevado à categoria de município com a denominação de Caarapó, por Lei Estadual nº 1190, desmembrado de Dourados.
- 1 de julho de 1960 - em divisão territorial nessa data, o município é constituído de 3 distritos: Caarapó, Juti e Naviraí.
- 11 de novembro de 1963 - por Lei Estadual nº 1944, desmembra do Município de Caarapó ao Distrito de Naviraí, sendo este elevado à categoria de município.
- 14 de dezembro de 1963 - por Lei Estadual nº 2061, é criado o Distrito de Cristalina e incorporado ao Município de Caarapó.
- 26 de dezembro de 1963 - por Lei Estadual nº 2115, é criado o Distrito de Nova América incorporado ao Município de Caarapó.
- 11 de outubro de 1977 - Com a fundação do estado de Mato Grosso do Sul, o município é constituído de 4 Distritos: Caarapó, Cristalina, Juti, e Nova América.
- 14 de dezembro de 1987 - por Lei Estadual nº 800, desmembra-se do Município de Caarapó o Distrito de Juti. Elevado à categoria de município. Com isso, Caarapó passa a ser constituído de 3 Distritos: Caarapó, Cristalina e Nova América.

### Massacre de Caarapó
Clodiodi Aquileu Rodrigues de Souza foi morto no tekoha Toro Paso, município de Caarapó (MS) em 14/06/2016. Dias antes, em 12 de junho, o Guarani e Kaiowá, ao lado de outros 300 indígenas do povo, retomou uma área de 490 hectares da Fazenda Yvu, incidente sobre o tekoha. Os fazendeiros se reuniram em consórcio e atacaram o acampamento da retomada, apoiados por jagunços, pistoleiros uniformizados e encapuzados. Utilizaram retroescavadeiras e incendiaram tudo o que identificavam como pertences dos indígenas. Além de Clodiodi, cinco Guarani e Kaiowá foram baleados e seis outros feridos – inclusive a tiros de bala de borracha. O ataque durou entre nove e 13 horas, sem a polícia intervir. Nenhum fazendeiro ou bandido contratado para atacar os indígenas se feriu, ou foi preso. O local do massacre – Toro Paso – passou a ser chamado de retomada Kunumi Poty Verá, nome indígena de Clodiodi.

## Religião
Conforme o Censo de 2010 do IBGE, a população de Caarapó é formada por grupos religiosos como os cristãos (85,07%), sendo os católicos (58,41%), evangélicos de missão (4,08%), evangélicos de origem pentecostal (15,26%), restauracionistas (0,07%) e outros cristãos (7,25%) os seus represententes. Outros  grupos existentes na cidade são os reencarnacionistas (0,59%), indeterminados (0,29%) e não religiosos (14,06%).

### Cristãos
É de longe o maior grupo religioso presente no município, totalizando 85,07% dos seus habitantes.

#### Católicos

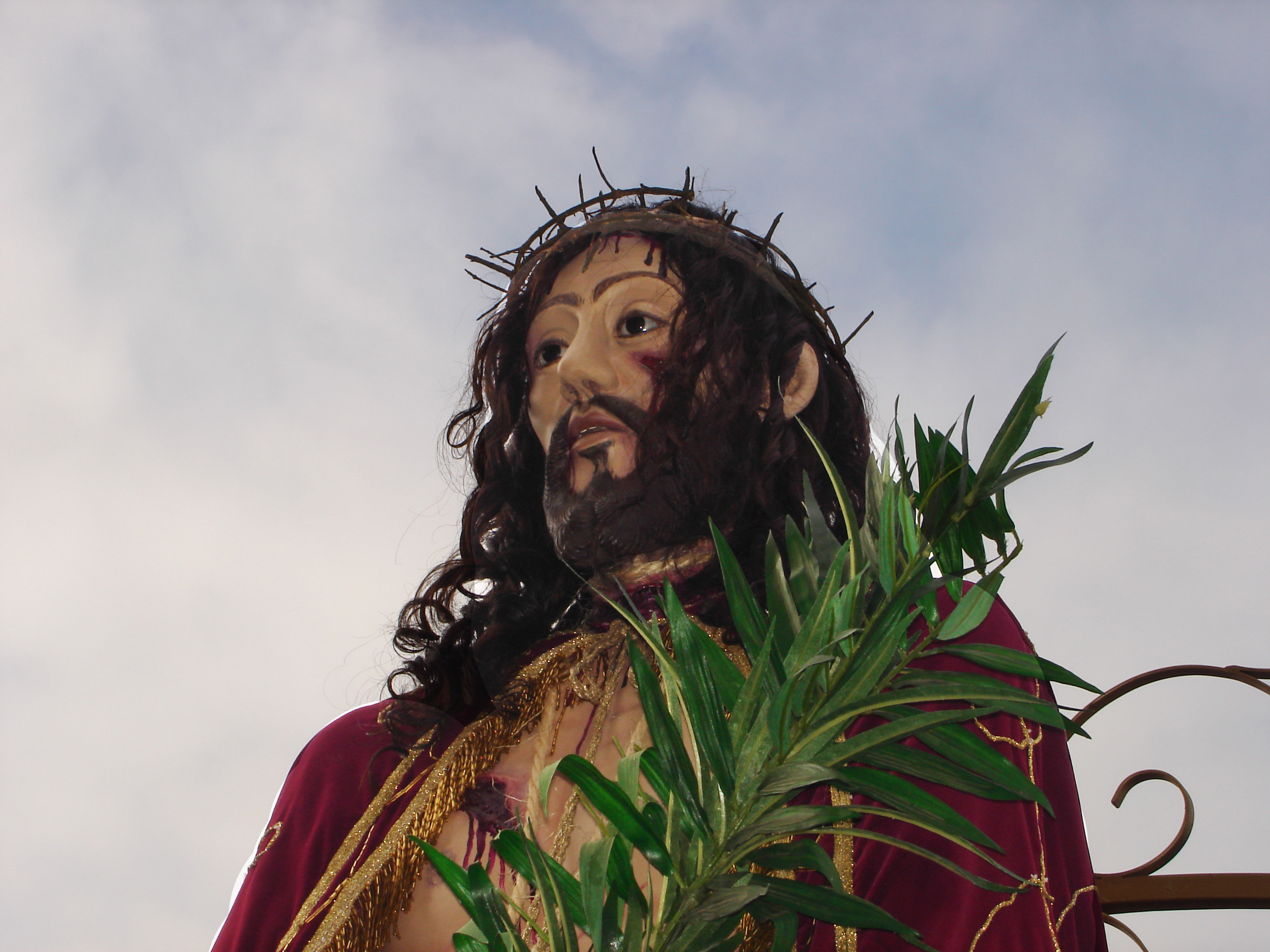
Imagem do Senhor Bom Jesus, padroeiro de Caarapó

A cidade de Caarapó está localizada no país mais católico do mundo em números absolutos. A Igreja Católica teve seu estatuto jurídico reconhecido pelo governo federal em outubro de 2009, ainda que o Brasil seja atualmente um estado oficialmente laico..
A Igreja Católica reconhece como padroeiros da cidade Senhor Bom Jesus. O município faz parte da Circunscrições eclesiásticas da Regional Oeste I (que atende Mato Grosso do Sul) e de acordo com a divisão resolvida pela Igreja Católica, o município de Caarapó pertence à Província Eclesiática de Campo Grande, mais precisamente à Diocese de Dourados, sendo sede de 1 paróquia. Seu atual bispo é, desde 2001, Dom Redovino Rizzardo. Caarapó possui 58,41% da população católica.
Templos
- Igreja Senhor Bom Jesus

#### Protestantes
Embora seu desenvolvimento tenha sido sobre uma matriz social eminentemente católica, tanto devido à colonização quanto à imigração, é possível encontrar atualmente na cidade dezenas de denominações protestantes diferentes. De acordo com dados do censo de 2010 realizado pelo IBGE, a população local era composta 26,01% de protestantes.

##### Evangélicos de missão
Os evangélicos de missão totalizam 4,08% da população. Destes, 0,04% são luteranos, 0,66% são presbiterianos, 3,13% são batistas e 0,25% são adventistas.

##### Evangélicos neopentecostais
Os evangélicos neopentecostais totalizam 15,26% da população. Desse total é composto a Igreja Assembleia de Deus Belém (1,78%), Igreja Congregação Cristã do Brasil (1,64%), Igreja Evangelho Quadrangular (0,91%), Igreja Universal do Reino de Deus (0,77%), Igreja Casa da Bênção (0,17%), Igreja Deus é Amor (3,52%), Igreja Maranata (0,18%) e outras (3,98%).

#### Restauracionista
Representado por 0,07% dos habitantes. Abrange apenas a Testemunhas de Jeová.

#### Outros cristãos
Em Caarapó existem também cristãos de outras denominações, representado por 7,25% dos locais. Destes 6,67% são de outras igrejas evangélicas e 0,58% são de outras religiosidades cristãs.

### Outras denominações
O município é representada por variados outros credos, existindo também religiões de várias outras denominações. São elas: 

#### Reencarnacionistas
Possui 0,59% do total, composto apenas de espíritas.

### Indeterminados
Opções indeterminados respondem por 0,29% da população, sendo os mal-definidos com 0,05% e os que não sabem 0,24%.

### Não religiosos
O Grupo das pessoas não religiosas respondem por 14,06% da população, sendo os sem religião convictos 10,43% e ateus 3,63%.

## População
Em 2010, a população de Caarapó foi contada pelo Instituto Brasileiro de Geografia e Estatística (IBGE) e estimada em 25 767, sendo então o 15º município mais populoso do estado, apresentando uma densidade populacional de 12,3 hab/km². Segundo o censo de 2010, 12 918 pessoas eram homens e 12 849 dos habitantes eram mulheres. Ainda segundo o mesmo censo, 18 309 viviam na zona urbana e 7 458 na zona rural. Em um novo levantamento, conforme dados do IBGE de 2014, a cidade possui 28.001 habitantes (densidade demográfica de 13,4 hab/km²), tendo um aumento de quase 10% nesse novo período, porém acredita-se que estes dados já estejam evoluindo constantemente em razão do grande fluxo de entrada principalmente de trabalhadores que estão em busca de uma nova oportunidade de emprego na construção das indústrias do município.
O Índice de Desenvolvimento Humano Municipal (IDH-M) de Caarapó é considerado médio pelo Programa das Nações Unidas para o Desenvolvimento (PNUD), sendo seu valor 0,692 em 2010, o 34º maior entre os 79 municípios de Mato Grosso do Sul e o 2 134º maior entre os 5 560 municípios do Brasil.
Outros dois indicadores destacados de Caarapó é o índice Gini (0,50) e o Índice Firjan de Desenvolvimento Municipal-IFDM (0.7443).